# 크리스토퍼 영

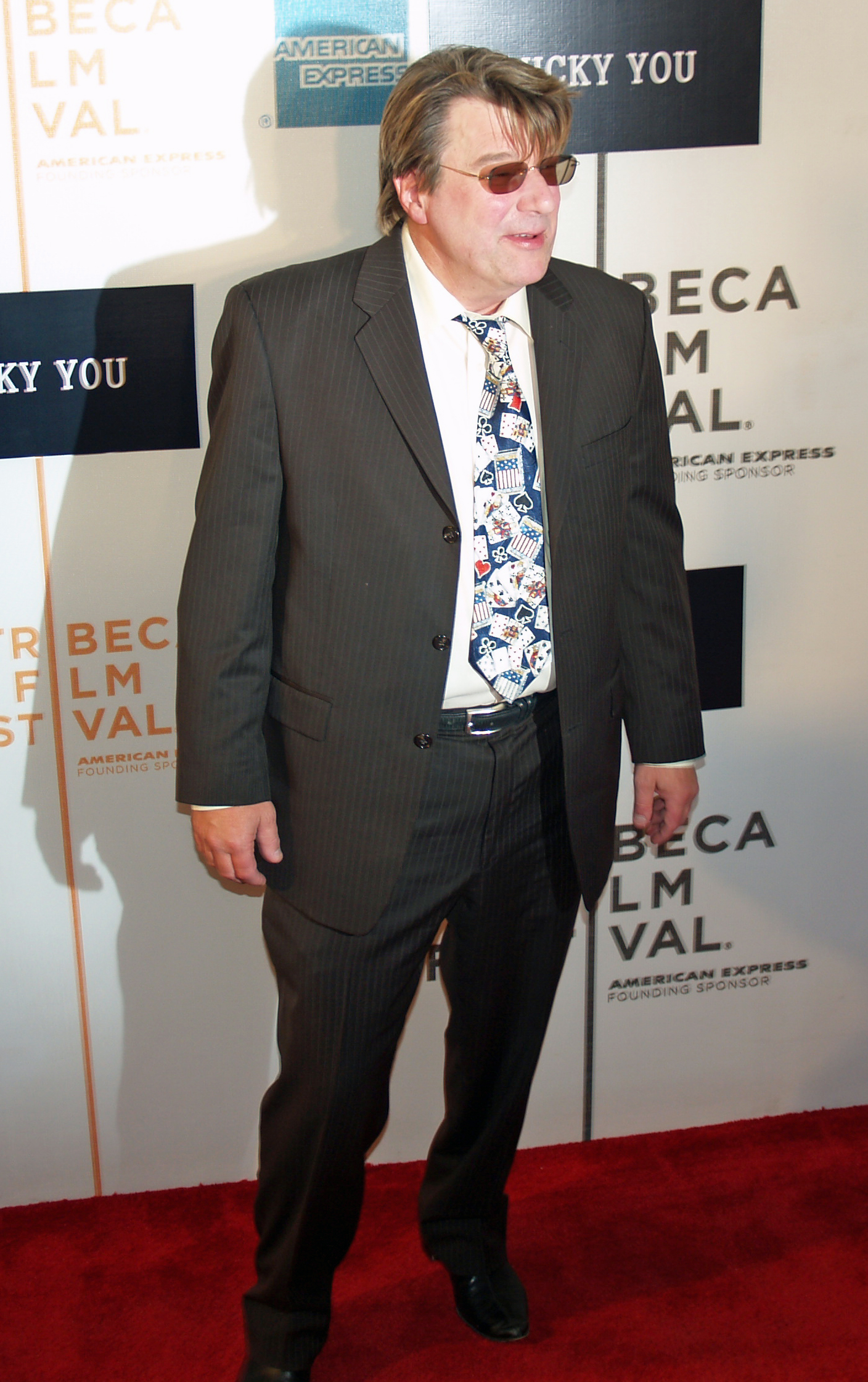
크리스토퍼 영

크리스토퍼 영(Christopher Young, 1957년 4월 28일 ~ )는 미국의 작곡가로, 주로 영화 및 TV 업계에서 활동하고 있다.

## 작품 목록

### 영화
- 코어 (2003)
- 몽유병 (2008)